# Kiraoli
Kiraoli é uma cidade e uma nagar panchayat no distrito de Agra, no estado indiano de Uttar Pradesh.

## Geografia
Kiraoli está localizada a 27° 09′ N, 77° 47′ L. Tem uma altitude média de 168 metros (551 pés).

## Demografia
Segundo o censo de 2001, Kiraoli tinha uma população de 18,921 habitantes. Os indivíduos do sexo masculino constituem 53% da população e os do sexo feminino 47%. Kiraoli tem uma taxa de literacia de 49%, inferior à média nacional de 59.5%: a literacia no sexo masculino é de 59% e no sexo feminino é de 38%. Em Kiraoli, 20% da população está abaixo dos 6 anos de idade.